# 莫澤切尼鄉
44°34′N 25°10′E / 44.567°N 25.167°E
莫澤切尼鄉（羅馬尼亞語：Comuna Mozăceni, Argeș），是羅馬尼亞的鄉份，位於該國中南部，由阿爾傑什縣負責管轄，面積82平方公里，海拔高度167米，2007年人口2,546，人口密度每平方公里31人。